# Rancasalak
Rancasalak is een bestuurslaag in het regentschap Garut van de provincie West-Java, Indonesië. Rancasalak telt 9448 inwoners (volkstelling 2010).